# Ralph Hartley
Ralph Vinton Lyon Hartley (ur. 30 listopada 1888, zm. 1 maja 1970) – amerykański elektronik i wynalazca.

## Życiorys
W 1928 opracował podstawy teorii informacji.
Wynalazł generator drgań oparty na lampach elektronowych, znany jako generator Hartleya. Jest on używany do dziś, jednak obecnie rolę wzmacniaczy pełnią w nim tranzystory.

## Literatura
- Hartley R.V.L.: Transmission of Information. Bell System Technical Journal, lipiec 1928.